# Megathymus
Megathymus là một chi bướm trong hô Hesperiidae.

## Các loài chọn lọc
- Megathymus beulahae
- Megathymus cofaqui (Strecker, 1876)
- Megathymus streckeri
- Megathymus texanus
- Megathymus ursus (Poling, 1902)
- Megathymus yuccae (Boisduval & Leconte, 1837) – Yucca Giant-Skipper

## Hình ảnh

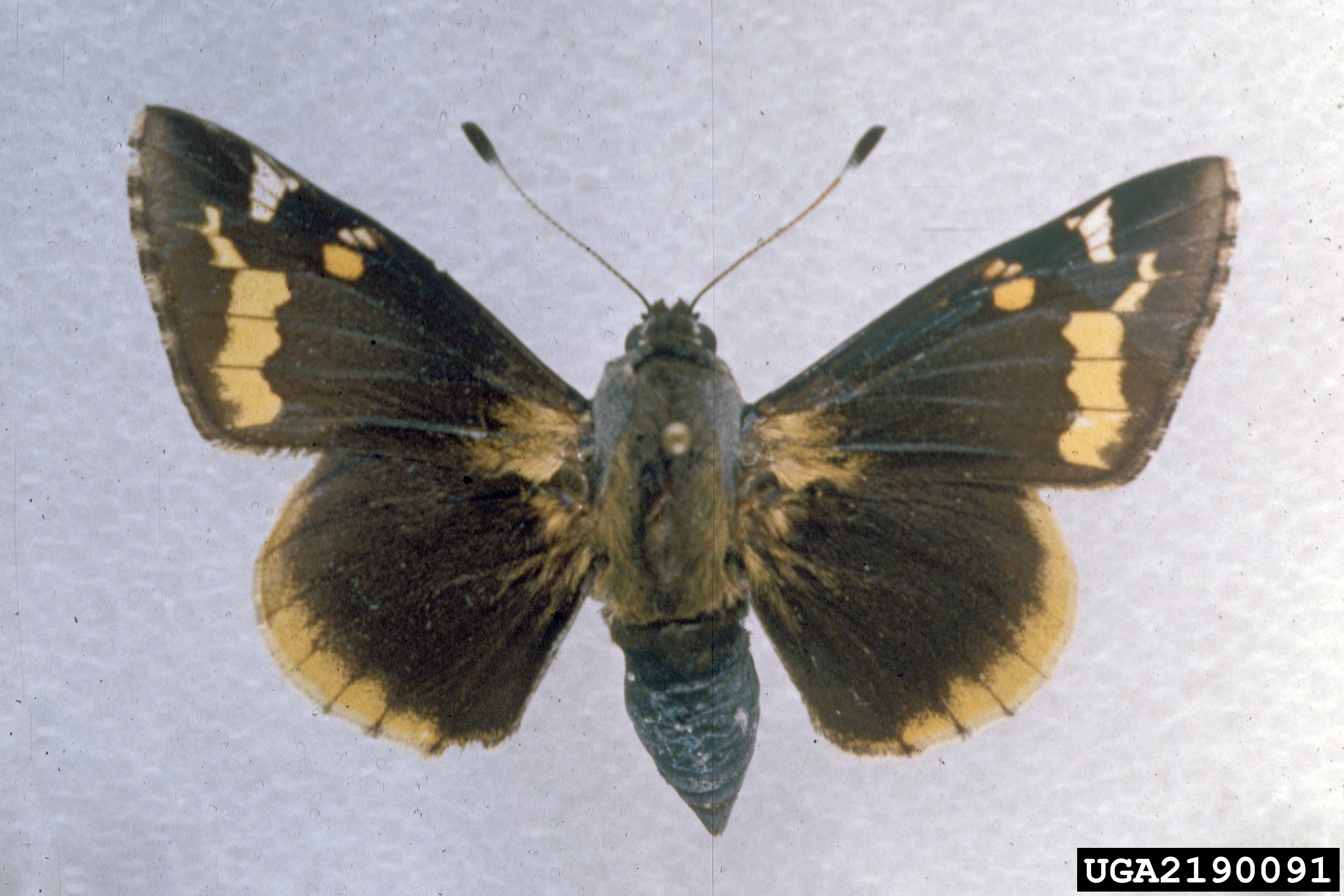
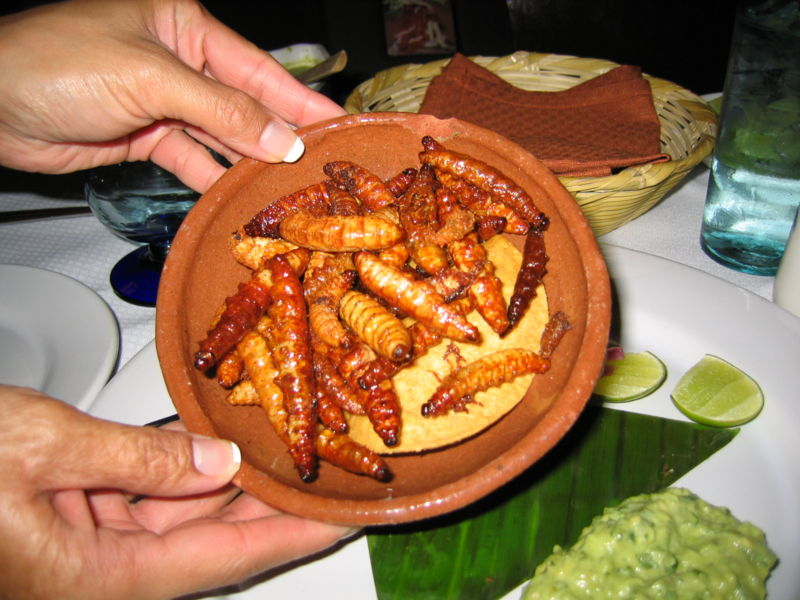